# Niigata (prefeitura)
A Niigata (新潟県, Niigata-ken) é uma prefeitura do Japão localiza-se na ilha de Honshu, na costa do Mar do Japão. A capital é a cidade de Niigata. O nome "Niigata" significa literalmente "novo lago".

## História
Até após a Restauração Meiji, a região que hoje é conhecida como prefeitura de Niigata era dividida entre as províncias de Echigo e Sado. Durante o período Sengoku, o clã Nagao, que era vassalo do clã Uesugi, dominava um feudo na parte ocidental da Niigata moderna a partir do Castelo de Kasugayama. O membro mais notável do clã Nagao era Nagao Kagetora, que mais tarde seria conhecido como Uesugi Kenshin. Ele unificou os líderes das província de Echigo e tornou-se o único governante. Ao tomar o sobrenome de Uesugi, ele também se tornou o líder do clã Uesugi e efetivamente trouxe o reino deles sob seu controle.
A cidade de Niigata é hoje a maior cidade japonesa de frente para o Mar do Japão. Foi o primeiro porto japonês do Mar do Japão a abrir ao comércio exterior depois da abertura do Japão por Matthew Calbraith Perry. Desde então ela exerceu um papel importante no comércio com a Rússia e a Coreia. Um navio da Coreia do Norte visita Niigata uma vez por mês, sendo uma das poucas formas de contato entre o Japão e aquele país.
A organização Etsuzankai, liderada pelo político Kakuei Tanaka, foi muito influente em trazer melhoramentos na infraestrutura da prefeitura nas décadas de 1960 e 1970. Eles incluíam a linha de trem-bala Jōetsu Shinkansen e a Auto-Estrada de Kanetsu para Tóquio.
Em 23 de outubro de 2004, o terremoto de Chuetsu atingiu a prefeitura de Niigata e foi medido pela Shindo com nível 6+ em Ojiya.
Em 9 de janeiro de 2006, uma forte tempestade de inverno atingiu a prefeitura e seus vizinhos. Pelo menos 71 pessoas morreram e mais de 1 mil ficaram feridas. Também em 2006, um tsunami e um terremoto danificaram casas e causaram mortes nas regiões marítimas da prefeitura de Niigata, principalmente perto da Ilha de Sado.
Em 16 de julho de 2007, outro terremoto atingiu a região.
A prefeitura de Niigata sediou o Fuji Rock Festival, um evento anual organizado pela estação de esqui de Naeba. O evento de três dias, organizado pela Smash japan, apresentou mais de 200 músicos japoneses e internacionais. É um dos maiores eventos musicais do Japão, com mais de 100 mil pessoas comparecendo em 2005.

## Geografia

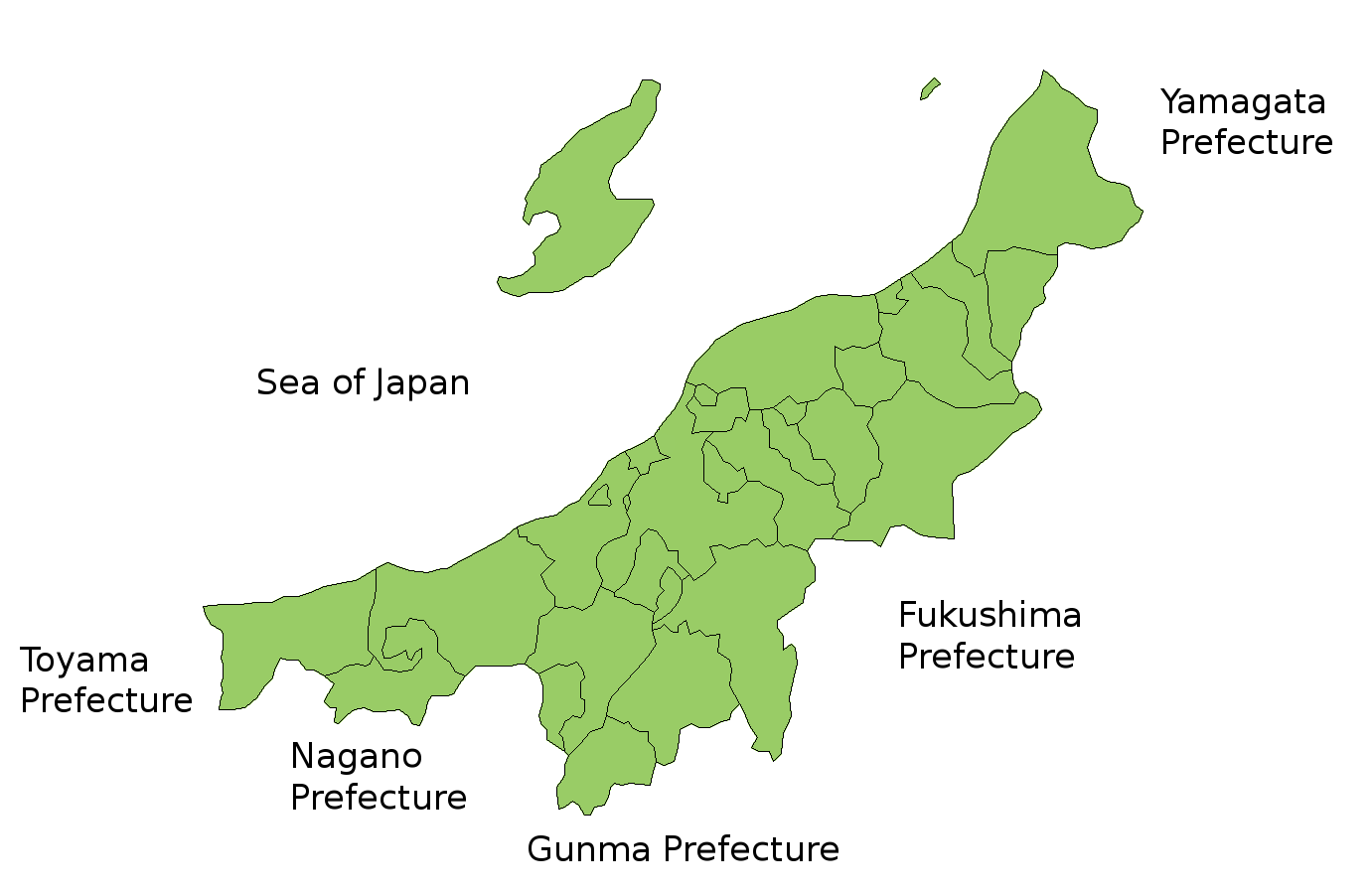
Mapa da prefeitura de Niigata

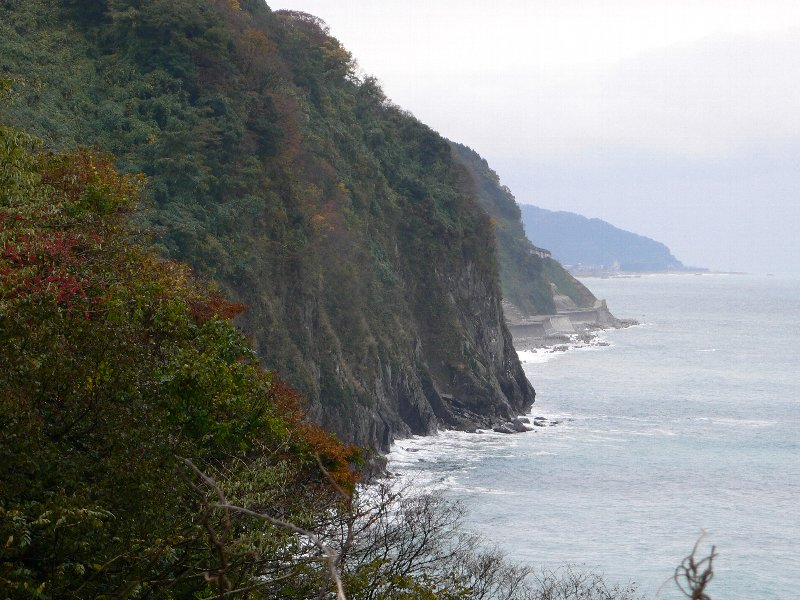
Penhasco de Ten-Ken de Oya-Shirazu, Niigata

A prefeitura de Niigata se estende por cerca de 240 km ao longo do Mar do Japão, do sudeste ao nordeste, com uma planície costeira entre as montanhas e o mar. Ela também inclui a ilha de Sado.
Devido à sua forma, a prefeitura de Niigata é freqüentemente chamada de "pequena Honshu". Ela pode ser incluída tanto na região de Hokuriku como na região de Koshinetsu, ambas consideradas partes da região de Chubu.
A prefeitura  é geralmente dividida em quatro regiões geográficas: Joetsu no sul, Chuetsu no centro, Kaetsu no norte e a ilha de Sado. A foz do Rio Shinano, o mais longo do Japão, localiza-se na prefeitura de Niigata.

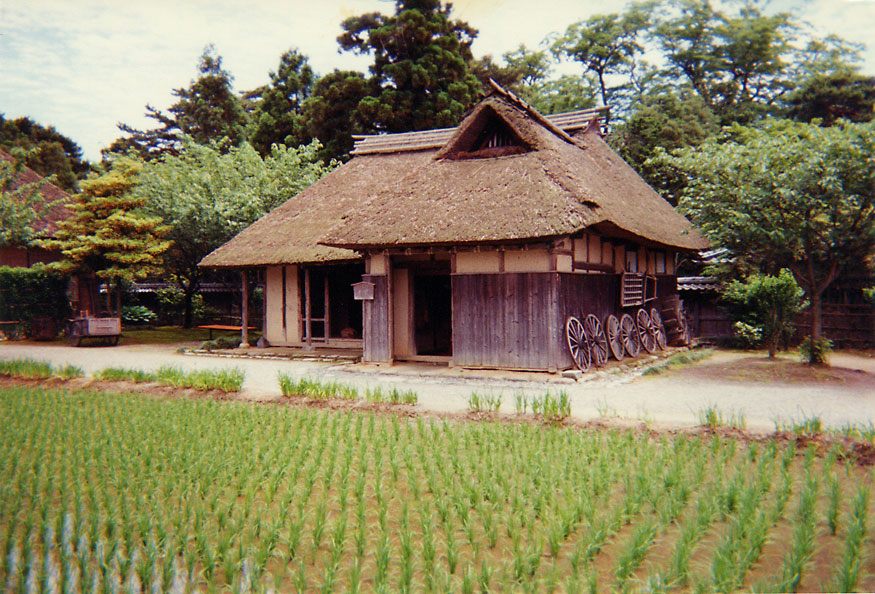
Reconstrução da casa de um camponês do século XIX e um arrozal no Museu da Cultura do Norte, Niigata.

### Cidades
Em negrito, a capital da prefeitura.
| - Agano - Gosen - Itoigawa - Joetsu - Kamo - Kashiwazaki - Minamiuonuma | - Mitsuke - Murakami - Myoko - Nagaoka - Niigata - Ojiya - Sado | - Sanjo - Shibata - Tainai - Tokamachi - Tsubame - Uonuma |

### Distritos
- Distrito de Higashikanbara
- Distrito de Iwafune
- Distrito de Kariwa
- Distrito de Kitakanbara
- Distrito de Kitauonuma
- Distrito de MinamiKanbara
- Distrito de Minamiuonuma
- Distrito de Nakauonuma
- Distrito de Nishikanbara
- Distrito de Santo

## Economia

### Agricultura, floresta e pesca
O setor mais importante da prefeitura de Niigata é a agricultura. O arroz é o principal produto, e entre as prefeituras do Japão, Niigata é a segunda em produção do cereal, atrás apenas de Hokkaido. A região ao redor de Uonuma é conhecida por produzir a variação do Koshihikari, amplamente considerado o arroz de melhor qualidade produzido no Japão.
As indústrias relacionadas ao arroz também são muito importantes para a economia da prefeitura. A prefeitura de Niigata é conhecida em todo o Japão pela alta qualidade de seu sake, senbei, mochi e arare. A prefeitura é a terceira na produção de sake, atrás apenas das prefeituras de Gunma e Kyoto.
A prefeitura também é conhecida por ser o lugar de origem das carpas ornamentais conhecidas como koi.
A prefeitura de Niigata produz o maior volume de azaléias e lírios no Japão, e está aumentando a produção de flores cortadas e bulbos de fores. Junto com a prefeitura de Toyama,  ela produz a maior quantidade de tulipas no país.

### Mineração e manufatura
Petróleo é produzido na prefeitura de Niigata, embora o Japão confie muito no petróleo importado de outros países. Aquecedores de querosene são produzidos para utilização nos frios invernos de Niigata.
Kinzan, na Ilha de Sado, possuía uma mina de ouro até ser fechada em 1989.
Sanjo e Tsubame produzem 9 por cento de toda a prataria do Japão. As duas cidades vêem logo depois de Osaka na produção de tesouras, facas de cozinha e chaves de fenda.
A prefeitura de Niigata poder ter sido a primeira região do Japão a produzir tecidos de malha, embora os primeiros produtos tenham sido importados da China.
A central nuclear com a maior produção de energia está localizada na pequena vila de Kariwa.

## Demografia
Em 1885, Niigata era a prefeitura mais populosa do Japão, ultrapassando até mesmo Tóquio e Osaka em população. No censo de 2003, Niigata classificava-se como a 14ª mais populosa.
Como no resto do Japão, a população de Niigata mostra sinais de envelhecimento, principalmente nas regiões rurais.

## Cultura

### Comida
Niigata é conhecida pelas seguintes especialidades regionais:
- arroz Koshihikari produzido em Uonuma
- Shoyu (molho de soja) e Yofu katsudon (katsudon ao estilo ocidental)
- Shoyu sekihan
- Noppe cozido
- Wappa-meshi (frutos do mar e arroz cozidos a vapor em uma cesta de bambu
- Sasa-dango (bolas de mochi recheados com anko, temperado com  Artemias vulgaris e enrolado em folhas de bambu)
- Poppo-yaki (pão cozido no vapor temperado com açúcar mascavo)
- Hegi-soba (soba das regiões de Uonuma e Ojiya, que usa uma espécie especial de alga marinha)
- Tsubame-Sanjo lámen (lámen feito usando macarrão estilo udon fino)
- aburage de Tochio (o aburaage é chamado de "aburage" em Tochio)
- Kirazu (prato que usa okara)
- Kakinomoto (crisântemo comestível)
- Kanzuri (um tempero especial de Myoko feito deixando pimentas chili expostas na neve, e depois adicionando farinha, sal e yuzu)
- iogurte Yasuda

## Turismo e esportes
A maior parte do turismo de Niigata se concentra no esqui e em onsens, principalmente nas regiões alpinas de Myoko e Yuzawa.
A ilha de Sado na costa oeste de Niigata é acessível via ferry (que dura de uma a duas horas e meia) a partir de Naoetsu ou da cidade de Niigata.
Clubes profissionais de esporte incluem Albirex Niigata, um clube de futebol da primeira divisão da J-League, e o Niigata Albirex BB, um time da Liga de Basquete do Japão.